# Genossenschaftsidee
Die Genossenschaften gehören weltweit in ihrer Strukturvielfalt und der Anzahl ihrer Mitglieder zur größten wirtschaftlichen Organisationsform. In den großen Industrienationen sowie in den Schwellen- und Entwicklungsländern findet man die Genossenschaftsidee nahezu flächendeckend in allen Bereichen der Landwirtschaft, des Handels, des Handwerks, der Produktion, des Finanzwesens bis hin zur Kunst und Kultur vertreten. Trotzdem gilt sie durch den globalen Wettbewerb und Finanzhandel, durch zurückgehende Vermittlung in der wissenschaftlichen Lehre an den Universitäten und kaum medialer Wahrnehmung als gefährdet.

## Die moderne Genossenschaftsbewegung
Die Genossenschaftsbewegung erhielt nach ersten, zunächst misslungenen Versuchen in Frankreich und England um die Mitte des 19. Jahrhunderts ihre Basis, insbesondere durch das Wirken von Hermann Schulze-Delitzsch und Friedrich Wilhelm Raiffeisen. Die von Schulze-Delitzsch betriebene Initiative zur Kodifizierung als Rechtsnorm führte zum bis heute modifiziert wirkenden deutschen Genossenschaftsgesetz.
Auf der Grundlage des Prinzips der „Hilfe durch Selbsthilfe“ können Initiativen frei von staatlichen Unterstützungen durch das Wirken gemeinsam agierender Menschen wirtschaftlich wettbewerbsfähig handeln. Die Mechanismen der genossenschaftlichen Grundsätze erwiesen sich auch bei der 2007 einsetzenden globalen Finanzkrise als tragfähig, da die Volks- und Raiffeisenbanken durch ihre Kontrollmechanismen und nicht getätigter Finanzspekulationen nicht unmittelbar betroffen.
Heute zählen Genossenschaften über 800 Millionen Mitglieder in über 100 Ländern. Genossenschaften unterscheiden sich von anderen Unternehmensformen, wie beispielsweise Aktiengesellschaften und einer GmbH, durch ihre Werteorientierung wie Selbsthilfe, Solidarität, Selbstverantwortung, Gleichheit, Demokratie in der Entscheidungsfindung, Freiwilligkeit und Gerechtigkeit.
Auf Betreiben der Bundesrepublik Deutschland wurde die Genossenschaftsidee 2016 in die Repräsentative Liste des immateriellen Kulturerbes der Menschheit bei der UNESCO aufgenommen.